# Новая Жизнь (Будённовский район)
Но́вая Жизнь — село в Будённовском районе (муниципальном округе) Ставропольского края России.

## Варианты названия
- Трудовой посёлок № 4
- Посёлок № 4[3]

## География
Расположено севернее долины реки Мокрая Буйвола, в 18 км к северу от г. Будённовска. В 10 км от села находится посёлок Чкаловский.

## История
Село Новая Жизнь было основано в 1929 году. В то время Советскую власть интересовала перспектива выращивания хлопка в условиях сухих степей Прикумья. На пологом взгорье, спускающимся в долину реки Мокрая Буйвола, был организован опытный хлопкосовхоз № 3 с посевной площадью в 3469 га.
В марте 1935 года из спецпереселенцев (раскулаченных крестьян) созданы артели № 13, 14, 15 и № 16, объединённых в Трудпосёлок № 4. В посёлке была учреждена спецкомендатура НКВД. Людей поселили в палатки по 6 — 8 семей. В течение весны и лета 1935 года были построены дома. Население занималась хлопководством, производством зерна и скотоводством. В 1939 году артели прекратили своё существование, вместо них были организованы колхозы: им. Кирова, «Новая Жизнь», «Победа», им. Чкалова. В 1946 году ликвидируется спецкомендатура НКВД, а Трудпосёлок № 4 переименовывается в село Новая Жизнь, а колхоз им. Чкалова — в посёлок Чкаловский. В 1955 году колхозы «Новая Жизнь», «Победа», им. Чкалова вошли в состав и стали отделениями колхоза им. Кирова. В апреле 1957 года был образован совхоз Ленинский, а с 5 ноября 1957 года совхоз «Ленинский» был переименован в совхоз Прикумский. Недалеко от посёлка Чкаловский был построен военный аэродром.
В 1990-х годах был запущен очередной проект — превратить целинные земли окрестности посёлка Чкаловский в цветущий дачный городок. В соседнем городе Будённовске реализовали земельные участки. Но вода подведена так и не была, автобусное сообщение с посёлком было неудовлетворительным и проект не был осуществлён. Основные направления деятельности хозяйства округа — производство зерна, молока и мяса.
До 16 марта 2020 года село являлось административным центром сельского поселения Новожизненский сельсовет.

## Население
| 1989 | 2002  | 2010  | 2012  | 2014  | 2021  |
| ---- | ----- | ----- | ----- | ----- | ----- |
| 1923 | ↗2023 | ↗2259 | ↘1913 | ↗3200 | ↘1634 |

Национальный состав
Проживают: 91 % — русских, 4 % — даргинцев, 2 % — немцев , 3 % — другие национальности.

## Инфраструктура
- Администрация Новожизненского сельсовета
- Центр культуры, досуга и спорта
- Отделение связи
- Врачебная амбулатория
- Фельдшерский пункт
- В 1,5 км к востоку от села Новая Жизнь расположено общественное открытое кладбище (площадь участка 35 тыс. м²)[11].

## Образование
- Детский сад № 4 «Колокольчик» (на 70 мест)
- Средняя общеобразовательная школа № 4 (на 300 мест)[12]. Открыта 20 октября 1936 года[13]

## Экономика
- СПК колхоз «Прикумский», участок «Сельводоканал», участок «Будённовскгазпромбытсервис», МУП ЖКХ «Коммунхоз», мельничный комплекс, станция налива нефти, подстанция 500 кВ «Будённовск».
- 12 торговых точек

## Русская православная церковь
- Церковь Прп. Серафима Саровского[14]

## Памятники
- Памятник воинам землякам, погибшим в годы гражданской и Великой отечественной войн. 1974 год[15]

## Интересные факты
- Село внесло свой вклад в криптозоологию как самый северный ареал «алмасты» — гипотетического вида кавказской обезьяны, которую на Ставрополье называют «мозыль». Летом 1962 г. местный житель Харитон Бекулов, заготавливая в плавнях тростник сумел захватить «мозыля», который был покрыт густой тёмно-бурой шерстью. За поимку от государства якобы была получена премия 500 рублей[16].